# Nun Kun

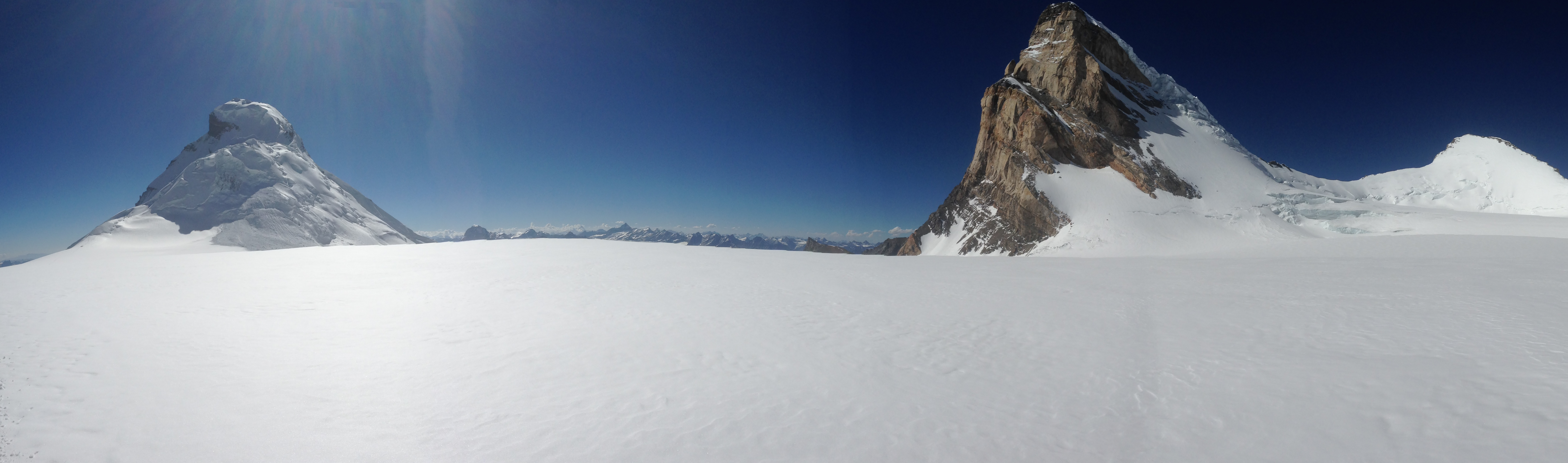
Nun (vlevo), Kun (vpravo)

Nun Kun je horský masiv v pohoří Himálaj nacházející se ve svazovém státu Džammú a Kašmír v Indii.

## Vrcholy
- Nun (7135 m) je nejvyšší vrchol masivu, který se nachází na indické straně v Džammú a Kašmíru. Masiv se leží asi 100 km východně od hlavního města Šrínagar. Prvovýstup na vrchol Nunu provedl v roce 1953 francouzsko-švýcarský šerpský tým, který vedl Bernard Pierre a Pierre Vittoz. Z tohoto týmu dosáhl vrcholu Vittoz a Claude Kogan.
- Kun (7077 m) se nachází severně od Nuny a je od něho oddělen sněhovou plošinou o délce asi 4 km. První výstup provedl 3. srpna 1913 Ital Mario Piacenza.
- Pinnacle Peak (6930 m) je třetím nejvyšším vrcholem masivu. Vzhledem k jeho malé topografické prominenci (456 m) se počítá jako vedlejší vrchol Kunu. V roce 1906 vedl výzkumný pár William Hunter Workman a Fanny Bullock Workman první výstup na 6930 m vysoký Pinnacle Peak. Fanny Bullock tímto výstupem dosáhla světového ženského výškového rekordu.